# Zavitinsk
Zavitinsk è una cittadina della Russia siberiana orientale (Oblast' dell'Amur), situata sull'interfluvio dei fiumi Zavitaja e Bureja, 227 chilometri a oriente di Blagoveščensk; è il capoluogo amministrativo del rajon omonimo.
Fondata nel 1906, si vide concesso lo status di città nel 1954.
Zavitinsk è sede di un aeroporto.

## Società

### Evoluzione demografica
Fonte: mojgorod.ru
- 1959: 15.800
- 1979: 17.400
- 1989: 21.800
- 2002: 14.248
- 2007: 13.200